# Ведран Матошевич
Ведран Матошевич (нар. 27 серпня 1990, Травник) — хорватський футзаліст.

## Кар'єра

### Клуб
Народився в Боснії та Герцеговині, він почав грати у футзал у 2007 році в клубі «Успіньяча» із Загреба, і залишався там до 2012 року, коли перейшов до іншого столичного клубу «Алюмнус». У другому сезоні перебування підопічні, яких тренував Міко Мартич, виграли свій перший чемпіонат, отримавши кваліфікацію до наступного Кубка УЄФА. Хороші виступи гравця як у чемпіонаті, так і в національній збірній привертають увагу великих європейських клубів, у тому числі «Лупаренсе», який оформлює його трансфер 2 серпня; невдача в кваліфікації до групового етапу Кубка УЄФА та зобов'язання заявити в лізі принаймні п'ятьох гравців, які пройшли підготовку в Італії, переконали керівництво «вовків» пожертвувати хорватським захисником восени, він переходить до Песарофану, з яким він одразу виграє Кубок Італії.

### Збірна
Він дебютував на міжнародній арені 12 лютого 2009 року в товариському матчі в Єкатеринбурзі проти Угорщини, який закінчився з рахунком 2-2. З національною командою він брав участь у чемпіонатах Європи у 2012 та 2014 роках. У липні 2014 року він брав участь в університетських іграх у Роттердамі, перемігши у фіналі проти паризького та вигравши нагороду найкращого гравця турніру.

## Досягнення
- Чемпіонат Хорватії: 2013-2014
- Кубок Італії A2: 2014-2015